# Франколово
Франколово (словен. Frankolovo) је насељено место у општини Војник, Савињска регија, Словенија.

## Историја
До територијалне реорганизације у Словенији било је у саставу старе општине Цеље.

## Становништво
У попису становништва из 2011. године, Франколово је имало 307 становника.
| Број становника према пописима | Број становника према пописима | Број становника према пописима |
| ------------------------------ | ------------------------------ | ------------------------------ |
| 1991                           | 2002                           | 2011                           |
| 284                            | 281                            | 307                            |

Напомена: До 1955. исказивано под именом Лока об Тесници. Године 2000. смањено за део насеља из којег је, заједно са деловима издвојеним из насеља Иловца и Рове, настало ново самостално насеље Дедни врх при Војнику.

## Галерија
- детаљ из центра
- улаз у насеље
- пејзаж
- сунчани сат